# Матч-е-бе-наш-ше-виш
Матч-е-бе-наш-ше-виш (англ. Match-e-be-nash-she-wish Band of Pottawatomi Reservation) — индейская резервация народа потаватоми, расположенная в юго-западной части штата Мичиган, США. 

## История
Группа матч-е-бе-наш-ше-виш народа потаватоми входит в историческую конфедерацию Совет трёх огней, племенной союз трёх алгонкинских народов: оджибве («старший брат» или «хранители веры»), оттава («средний брат» или «хранители ремесла») и потаватоми («младший брат» или «хранители огня»). Вождь потаватоми Матч-Е-Бе-Наш-Ше-Виш подписал Чикагский договор в 1821 году, согласно которому его группе предоставлялась резервация площадью 7,8 км² в районе современного города Каламазу. Во время переселения индейцев потаватоми потеряли свои резервации, но группе вождя Матч-Е-Бе-Наш-Ше-Виша удалось остаться в Мичигане. 
После принятия Закона о реорганизации индейцев племя попыталось объединиться, но Бюро по делам индейцев решило не признавать племена Нижнего полуострова Мичигана. Лишь в 1999 году племя матч-е-бе-наш-ше-виш получило федеральное признание, а в 2005 году правительство США выделило участок земли для резервации племени.  

## География
Резервация состоит из нескольких несмежных участков, расположенных в округе Аллеган. Общая площадь Матч-е-бе-наш-ше-виш, включая трастовые земли (2,432 км²),  составляет 3,065 км², из них 3,012 км² приходится на сушу и 0,053 км² — на воду. Административным центром резервации и штаб-квартирой племени является невключённая территория Шелбивилл, расположенная в тауншипе Уэйленд.

## Демография
По данным федеральной переписи населения 2010 года в резервации остутствовало постоянное население. Согласно федеральной переписи населения 2020 года в резервации проживало 18 человек, насчитывалось 7 домохозяйств и 10 жилых домов. Средний возраст, проживающих в Матч-е-бе-наш-ше-више, составлял 27,8 лет. Доход среднего домохозяйства в индейской резервации составлял 95 625 долларов США. Около 5,3 % всего населения находились за чертой бедности, в том числе ни одного из тех, кому ещё не исполнилось 18 лет, и ни одного старше 65 лет.
Расовый состав распределился следующим образом: коренные американцы (индейцы США) — 9 чел., представители двух или более рас — 9 человек; испаноязычные или латиноамериканцы любой расы составили 2 человека. Плотность населения составляла 5,87 чел./км².

## Комментарии
1. ↑  В состав резервации входит часть населённого пункта.